# Byzance après Byzance
Byzance après Byzance (rum. Bizanț după Bizanț, ang. Byzantium after Byzantium) – książka rumuńskiego bizantynisty Nicolae Iorgi (1871-1940) opublikowana w 1935 w języku francuskim. Tytuł jest pojęciem odnoszącym się do kulturalnego dziedzictwa, które pozostało na Bałkanach po upadku cesarstwa bizantyńskiego w 1453. Rumuński historyk ukazuje w niej dziedzictwo,  kontynuacje instytucji i kultury bizantyńskiej na rozwój polityczny, społeczny, kulturalny i intelektualny księstw Mołdawii i Wołoszczyzny a także państwa osmańskiego (Fanarioci).